# (500358) 2012 TA25
(500358) 2012 TA25 es un asteroide perteneciente al cinturón exterior de asteroides, descubierto el 9 de abril de 2010 por el equipo del Mount Lemmon Survey desde el Observatorio del Monte Lemmon, Arizona, Estados Unidos.

## Designación y nombre
Designado provisionalmente como 2012 TA25.

## Características orbitales
2012 TA25 está situado a una distancia media del Sol de 3,223 ua, pudiendo alejarse hasta 3,350 ua y acercarse hasta 3,097 ua. Su excentricidad es 0,039 y la inclinación orbital 8,480 grados. Emplea 2114,24 días en completar una órbita alrededor del Sol.
Los próximos acercamientos a la órbita de Júpiter se producirán el 5 de septiembre de 2025, el 15 de diciembre de 2036, el 26 de marzo de 2048, el 3 de julio de 2059 y el 2 de octubre de 2070, entre otros.

## Características físicas
La magnitud absoluta de 2012 TA25 es 16,4.